# M*A*S*H (1970.)
M*A*S*H je američka antiratna satira iz 1970. koju je režirao Robert Altman, prema romanu Richarda Hookera. Radnja se vrti oko skupine šaljivih liječnika koji operiraju tijekom Korejskog rata te raznim šalama razbijaju strah i depresiju. Film je postao vrlo slavan te je inspirirao istoimenu humorističnu seriju.

## Filmska ekipa
Režija: Robert Altman
Glume: Donald Sutherland (Benjamin Franklin Pierce/ “Oko sokolovo”), Elliott Gould (John Francis McIntyre/ “Trapper John”), Tom Skerritt (Augustus Bedford Forrest/ “Duke”), Sally Kellerman (Margaret O’Houlihan), Robert Duvall (Bojnik Frank Burns) i dr.

## Radnja
Korejski rat. Doktori “Oko sokolovo” Pierce i “Trapper John” McIntyre su se pridružili jednoj jedinici u nekom vojničkom kampu udaljenom 3 milje od fronte. Oni su vrlo uspješni i precizni liječnici, ali se vole i šaliti te rado krše pravila. Pierce ukrade džip te upozna religioznog fanatika, bojnika Franka Burnsa. McIntyre upozna medicinsku sestru O’Houlihan koja je jednako fanatična i ozbiljna kao i Burns, s kojim ima aferu. Dok njih dvoje imaju spolni odnos u šatoru, Pierce i McIntyre im stave mikrofon ispod kreveta te njihove zvukove javno objave preko zvučnika. To rezultira da O’Houlihan dobije naziv “vruće usne”. Kasnije odlaze na poseban zadatak u Japanu kako bi operirali sina političara, te igraju golf. Organizira se ragbi utakmica s drogiranim igračima, zubar “bezbolni” biva spašen od samoubojstva od jedne žene. Na kraju Pierce i McIntyre dobivaju otpust te se vrate kući.

## Nagrade
- Osvojen Zlatni globus (najbolji film – komedija ili mjuzikl) i 5 nominacija (najbolja režija, scenarij, sporedna glumica Sally Kellerman, glavni glumac u komediji ili mjuziklu Donald Sutherland, glavni glumac u komediji ili mjuziklu Elliott Gould).
- Osvojen Oscar (najbolji scenarij) i 4 nominacija (najbolji film, režija, montaža, sporedna glumica Sally Kellerman).
- 5 nominacija za BAFTA-u (najbolji film, režija, glavni glumac Elliott Gould, montaža, zvuk).
- Osvojena Zlatna palma u Cannesu.

## Zanimljivosti
- Uvodni titlovi su dodali informaciju da se radnja odigrava za vrijeme Korejskog rata. Robert Altman namjerno nije napravio nijednu referencu na taj rat tijekom filma kako bi se on pomiješao s tada trenutnim ratom u Vijetnamu.
- I Elliot Gould i Donald Sutherland su tijekom snimanja filma smatrali da je Altman nespretan redatelj te su su prigovarali studiju i zahtijevali da ga smijeni. Kasnije se samo Gould njemu ispričao.
- Burt Reynolds je odbio ulogu Trappera Johna.
- M.A.S.H. je kratica za “Mobile Army Surgical Hospital”.
- 1953. Humphrey Bogart je nastupio u filmu koji se je također isprva trebao zvati M.A.S.H. No producenti su promijenili naslov tog filma u “Battle Circus” jer su se bojali da bi MASH natjerati gledatelje da misle da se radi o pire krumpiru.

## Kritike
Kritičari su većinom hvalili satiru M.A.S.H.-a. Jeffrey M. Anderson je pak bio suzdržan u ocjenjivanju: "Najveći komercijalni uspjeh Roberta Altmana je ujedno jedan od njegovih manje zanimljivih filmova...Istini za volju, Gould i Sutherland su odličan par, a Robert Duvall je pogodio svoju ulogu Franka Burnsa. No ova divlja komedija je pomalo zastarjela, pogotovo u usporedbi s Altmanovim ambicioznijim filmovima kao što su "Kockar i bludnica" ili "Dugo doviđenja".[nedostaje izvor] Roger Ebert mu je dao 4/4 zvijezdice: "Većina komedija žele nas nasmijati prema stvarima koje nisu baš smiješne; ovdje mi se smijemo baš zato što nisu smiješne. Mi se smijemo jer ne želimo plakati...Mislim da je film o ovome. Likovi Goulda i Sutherlanda i pripadnici njihove vesele grupe su uvrijeđeni jer pripadnici vojske ne osjećaju dovoljno duboko. "Vruće usne" zanima samo protokol, a ne rat. Stoga kirurzi, koji plešu na granici viceva, posvećuju sebe kako bi ju natjerali da nešto osjeti. Njena fasada ih vrijeđa; nitko ne bi mogao biti ne pogođen utjecajem rada bolnice, ali ona je. Stoga oni kane razbiti njenu obranu i reducirati ju na njenu vlastitu razinu posvećenog cinizma, kako bi se broj patnje ljudskih bića povećao za jedan broj".[nedostaje izvor]
Arsen Oremović iz Večernjeg lista hvalio je seriju: "Briljantna, zabavna i oštra burleska o likovima koji pokušavaju zafrkancijom, seksom, golfom i rugbyem ostati normalni u situaciji kad su svakodnevno okruženi smrću. Za razliku od drugih ratnih filmova, "M*A*S*H" nema nikakave scene borbi, ali je ratni pakao i te kako opipljiv u naglašeno naturalističkim scenama".[nedostaje izvor]

## Vanjske poveznice
- M*A*S*H u internetskoj bazi filmova IMDb-a
- Recenzije na Rottentomatoes.com
- Elliott Gould se prisjeća filma
- Esej o filmu